# Вернли, Анри
Анри Вернли (фр. Henri Wernli; 3 июня 1898, Берн — 1961, Шварценберг, Люцерн) —  швейцарский борец вольного стиля, серебряный призёр Олимпийских игр.

## Биография
Родился в 1898 году в Швейцарии и с раннего возраста занимался швейцарской национальной борьбой швинген, как и многие борцы — выходцы из Швейцарии. Дважды — в 1926 и 1932 годах объявлялся в Швейцарии «Королём швингена», что является самым высоким (и пожизненным) титулом в этой борьбе. 
В 1924 году отправился на Летние Олимпийские игры в Париже, выступал в тяжёлом весе. Турнир проводился по системе Бергваля. Анри Вернли проиграл в полуфинале будущему чемпиону Гарри Стилу и переместился в турнир за второе место, в котором победил и стал серебряным призёром Олимпиады.
См. таблицу турнира.  
Участвовал в чемпионате Европы по вольной борьбе 1928 года (в официальной истории чемпионатов Европы не значится), и завоевал там первое место.
На Летних Олимпийских играх 1928 года в Антверпене боролся в весовой категории свыше 87  килограммов (тяжёлый вес). На этих играх был введён регламент, в соответствии с которым борец получал в схватках штрафные баллы. Набравший 5 штрафных баллов спортсмен выбывал из турнира. Турнир проводился по системе Бергваля. 
Вернли победил в одной встрече, во второй потерпел поражение и впоследствии выбыл из борьбы за медали, заняв итоговое пятое место. 
См. таблицу турнира
С 1928 года жил в Берне. Он умер от сердечного приступа в свой 63-й день рождения во время отпуска в Эйгентале.